# 好聽
《好聽》是許茹芸加盟種子音樂後首度發表的歌曲，於2007年4月12日發行。
此張單曲為AVCD音樂格式，除了收錄「好聽」、「好聽」DEMO及「好聽」KARA外，並有「好聽」MV及製作花絮。

## 曲目
1、好聽（完整版MV）
導演：黃中平
2、好聽（全程製作獨家首播）
導演：黃中平
3、好聽（《樂畫樂美麗》活動主題曲）
曲：吳克群；詞：吳克群；編曲：鴉片丹；製作人：陳建良
4、好聽（demo version 原創版）
曲：吳克群；詞：吳克群；製作人：陳建良
5、好聽（karaoke version）
曲：吳克群；詞：吳克群；編曲：鴉片丹；製作人：陳建良